# Argyrophorus elinoides
Argyrophorus elinoides är en fjärilsart som beskrevs av Emilio Ureta 1956. Argyrophorus elinoides ingår i släktet Argyrophorus och familjen praktfjärilar. Inga underarter finns listade i Catalogue of Life.